# Тейлор, Сандра
Сандра Лиза Корн (англ. Sandra Lisa Korn) известная также как Сэнди Корн (англ. Sandi Korn) и Сандра Тейлор (англ. Sandra Taylor, род. 26 декабря 1966) — американская модель и актриса.

## Биография
Сандра Лиза Корн родилась 26 декабря 1966 года в Уэстчестере. В начале 1990-х годов Корн называли самой популярной женщиной, изображавшейся на постерах и плакатах, продававшихся в США (англ. America's #1 Selling Poster Model). В качестве модели Сандра публиковалась на обложках и страницах «Playboy» (обложка американского издания в июле 1995 года, феврале 1996 года), «Penthouse» (под псевдонимом Сэнди Корн была названа «Киской месяца» в марте 1991 года), неоднократно приглашалась на шоу Говарда Стерна.
В 1991 году у Сандры Корн были романы с квотербеком команды «Баффало Биллс» Джимом Келли и с будущим президентом США Дональдом Трампом. По словам Корн в нескольких интервью, Трамп увидел её фотографию на обложке журнала и поручил своему секретарю назначить им встречу (на тот момент Дональд состоял в браке со своей первой женой). Отношения Корн и Трампа закончились в том же году, когда об их романе стало известно. По словам Корн, именно Трамп посоветовал ей сменить имя, после чего она взяла псевдоним Тейлор.
С 1995 года Сандра замужем за Дэвидом О'Коннеллом, у них двое детей: дочь Шелби (на январь 2015 года 16 лет) и сын Джексон (на январь 2015 года 13 лет)

## Фильмография
| Год       |   | Русское название                          | Оригинальное название                    | Роль                                                              |
| --------- | - | ----------------------------------------- | ---------------------------------------- | ----------------------------------------------------------------- |
| 1994      | с | Женаты… с детьми                          | Married… with Children                   | Наоми / Naomi                                                     |
| 1994      | ф | Голливудская мадам                        | Lady in Waiting                          | Дама в красном / Lady in Red                                      |
| 1994      | ф | Райское наслаждение                       | Exit to Eden                             | Риба / Riba                                                       |
| 1995—2004 | с | Шоу Говарда Стерна                        | Howard Stern                             | В роли самой себя / Herself                                       |
| 1995      | ф | В осаде 2: Тёмная территория              | Under Siege 2: Dark Territory            | Келли / Kelly                                                     |
| 1997      | ф | Секреты Лос-Анджелеса                     | L.A. Confidential                        | Танцевальная партнёрша Микки Коэна / Mickey Cohen's Mambo Partner |
| 1997      | ф | Бэтмен и Робин                            | Batman & Robin                           | Дебютантка / Debutante                                            |
| 1997      | ф | Любовь зла…                               | The Lay of the Land                      | Мюриэл Йохансон / Muriel Johanson                                 |
| 1999      | ф | Сбежавшая невеста                         | Runaway Bride                            | Шелби, модель / Model Shelby                                      |
| 2000      | с | Скорая помощь                             | ER                                       | Эмбер / Amber                                                     |
| 2000      | с | Король Квинса                             | The King of Queens                       | Донна / Donna                                                     |
| 2001      | ф | Мартовские коты                           | Tomcats                                  | Медсестра Нэнси / Nurse Nancy                                     |
| 2001      | ф | Дневники принцессы                        | The Princess Diaries                     | Сьюки Санчес / Suki Sanchez                                       |
| 2001      | ф | Женщины ночи                              | Women of the Night                       | Молли Меллон / Molly Mellon                                       |
| 2001      | с | SOSатели Малибу                           | Son of the Beach                         | Горячая учительница / Hot Teacher                                 |
| 2001      | с | Журнал мод                                | Just Shoot Me!                           | Триш / Trish                                                      |
| 2002      | ф | Голое кино                                | Naked Movie                              | В роли самой себя / Sandra Taylor                                 |
| 2004      | ф | Модная мамочка                            | Raising Helen                            | Лэйси / Lacey                                                     |
| 2004      | ф | Дневники принцессы 2: Как стать королевой | The Princess Diaries 2: Royal Engagement | Сьюки Санчес / Suki Sanchez                                       |
| 2006      | ф | Не уступить Штейнам                       | Keeping Up With The Steins               | Рэйлин Штейн / Raylene Stein                                      |
| 2008      | ф | Игрок 5150                                | Player 5150                              | Консьержжка Диана / Concierge Diane                               |
| 2008      | ф | Одна, две, много                          | One, Two, Many                           | Салли / Sally                                                     |
| 2009      | ф | В любви все средства хороши               | All's Faire in Love                      | Принцесса Джанет / Princess Jeanette                              |
| 2010      | ф | День святого Валентина                    | Valentine’s Day                          | Кэнди / Candy                                                     |
| 2010      | ф | Управление страстью                       | Group Sex                                | Сэнди / Sandy                                                     |
| 2011      | ф | Старый Новый год                          | New Year's Eve                           | Патти / Patty                                                     |
| 2013      | ф | Паранормальное кино                       | Paranormal Movie                         | Шейла / Sheila                                                    |
| 2014      | ф | Игра на высоте                            | When the Game Stands Tall                | Медсестра Адамс / Nurse Adams                                     |
| 2014      | ф | Брачный договор                           | The Wedding Pact                         | Шелби / Shelby                                                    |
| 2016      | ф | Несносные леди                            | Mother's Day                             | Лекси / Sexy Mom Lexy                                             |

## Комментарии
1. ↑  Фотосессия, приуроченная к премьере фильма «В осаде 2: Тёмная территория», попала на страницы и немецкого издания, но на обложке была опубликована Арабелла Клесбауэр[англ.].